# Fairytales
Fairytales is het debuutalbum van Songfestivalwinnaar Alexander Rybak. Het album werd op 29 mei 2009 in Nederland gelanceerd.

## Tracklist
| Nr. | Titel                     | Schrijver        | Duur |
| --- | ------------------------- | ---------------- | ---- |
| 1.  | Roll With the Wind        | Alexander Rybak  | 3:34 |
| 2.  | Fairytale                 | Alexander Rybak  | 3:05 |
| 3.  | Dolphin                   | Alexander Rybak  | 4:16 |
| 4.  | Kiss and Tell             |                  | 3:20 |
| 5.  | Funny Little World        | Alexander Rybak  | 3:46 |
| 6.  | If You Were Gone          | Henning Sommerro | 4:31 |
| 7.  | Abandoned                 |                  | 4:09 |
| 8.  | 13 Horses                 | Alexander Rybak  | 5:42 |
| 9.  | Song from a Secret Garden | Rolf Løvland     | 3:30 |

## Hitnotering
| "Fairytales" in de Nederlandse Album Top 100 - binnen: 06-06-2009 | "Fairytales" in de Nederlandse Album Top 100 - binnen: 06-06-2009 | "Fairytales" in de Nederlandse Album Top 100 - binnen: 06-06-2009 | "Fairytales" in de Nederlandse Album Top 100 - binnen: 06-06-2009 | "Fairytales" in de Nederlandse Album Top 100 - binnen: 06-06-2009 | "Fairytales" in de Nederlandse Album Top 100 - binnen: 06-06-2009 | "Fairytales" in de Nederlandse Album Top 100 - binnen: 06-06-2009 |
| Week                                                              | 01                                                                | 02                                                                | 03                                                                | 04                                                                | 05                                                                |                                                                   |
| ----------------------------------------------------------------- | ----------------------------------------------------------------- | ----------------------------------------------------------------- | ----------------------------------------------------------------- | ----------------------------------------------------------------- | ----------------------------------------------------------------- | ----------------------------------------------------------------- |
| Nummer                                                            | 29                                                                | 38                                                                | 54                                                                | 70                                                                | 99                                                                | uit                                                               |